# Пештера-ку-Оасе

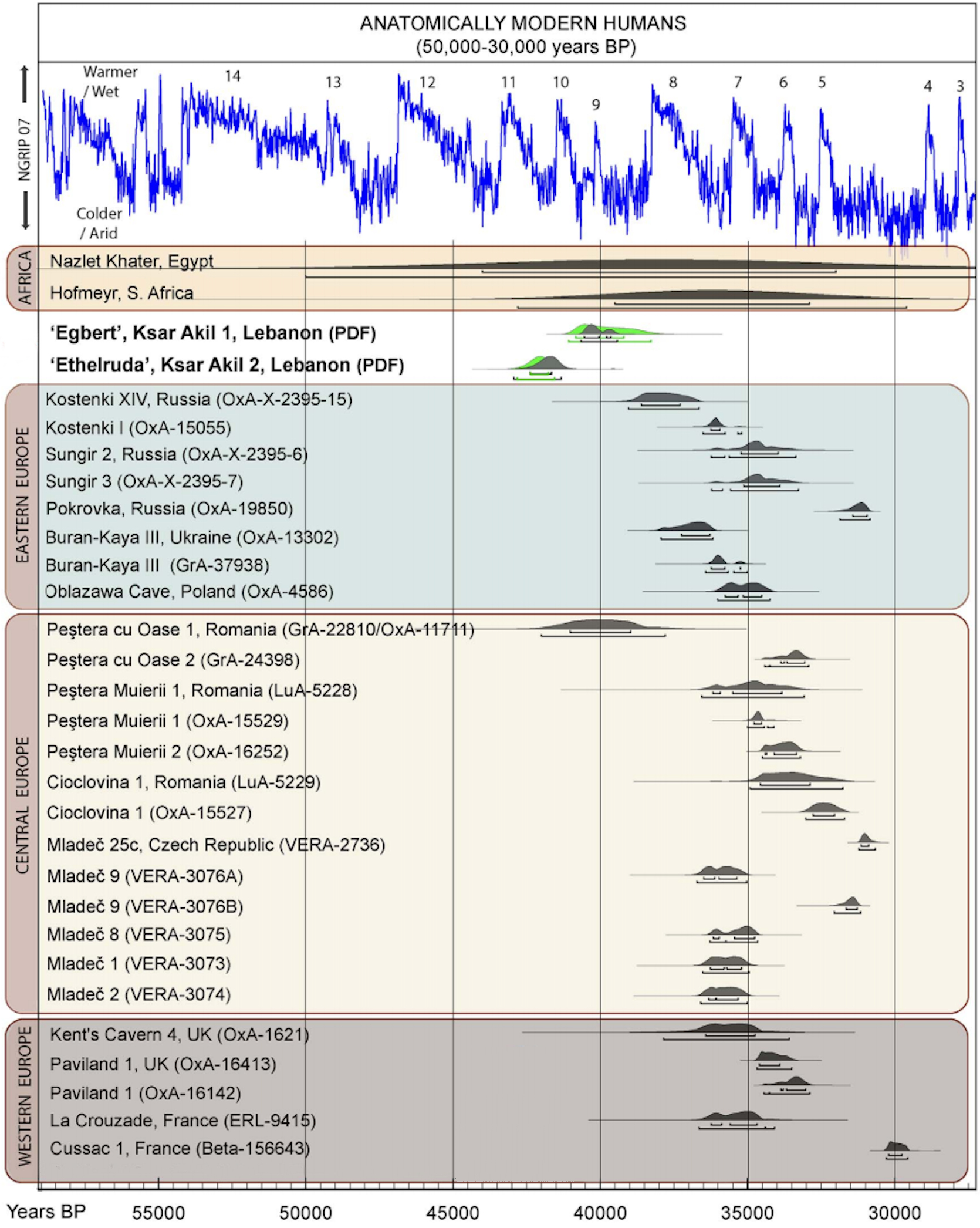
Анатомически современные люди в Европе и Африке, датированными напрямую, с калиброванными углеродными датами по состоянию на 2013 год

Пе́штера-ку-Оа́се (рум. Peştera cu Oase, буквально «пещера с костями») — археологическая стоянка близ города Анина в жудеце Караш-Северин в Румынии. Находится в Карпатских горах над Дунаем (N. 45° 01’; E. 21° 50’). В пещере Пештера-ку-Оасе обнаружены останки кроманьонцев, возраст которых составляет 35—42 тыс. лет.
Челюсть, обнаруженная в пещере, достаточно массивна и некоторыми исследователями ошибочно приписывалась неандертальцу. Анализ ДНК челюсти Oase 1, найденной спелеологами в 2002 году, показал, что данный индивид мужского пола, живший 40 тыс. лет назад, имел в числе своих недавних предков неандертальца (в предыдущих 4—6 поколениях). 9,90 % генома Oase 1 имеет неандертальское происхождение (95%-й доверительный интервал от 8,40 % до 11,40 %). Oase 1 был обладателем митохондриальной гаплогруппы N. У Oase 1 первоначально была определена Y-хромосомная гаплогруппа F, но в 2016 году группа Позника определила нижестоящую Y-хромосомную гаплогруппу K2a*, как у усть-ишимского человека.

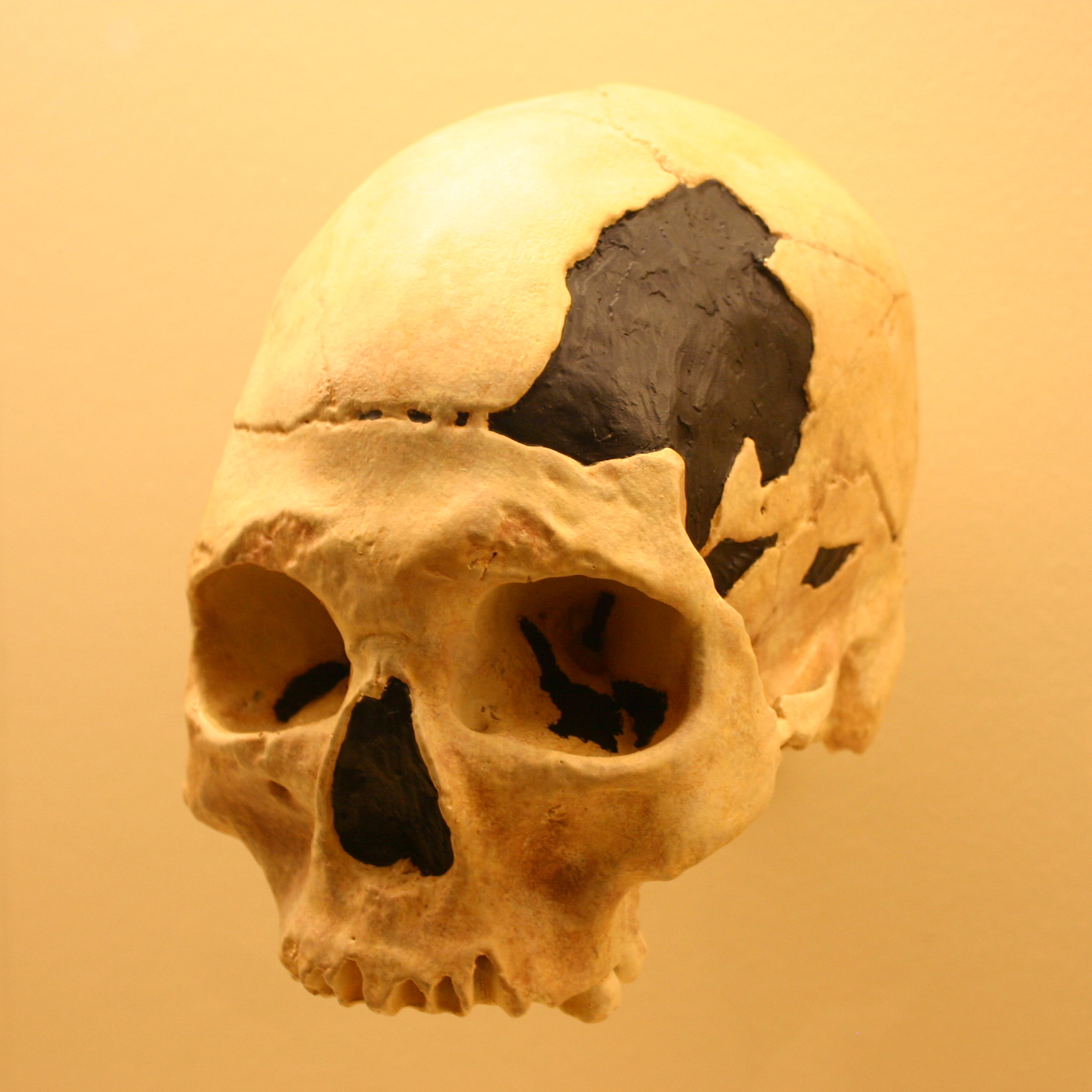
Череп Пештера-ку-Оасе 2

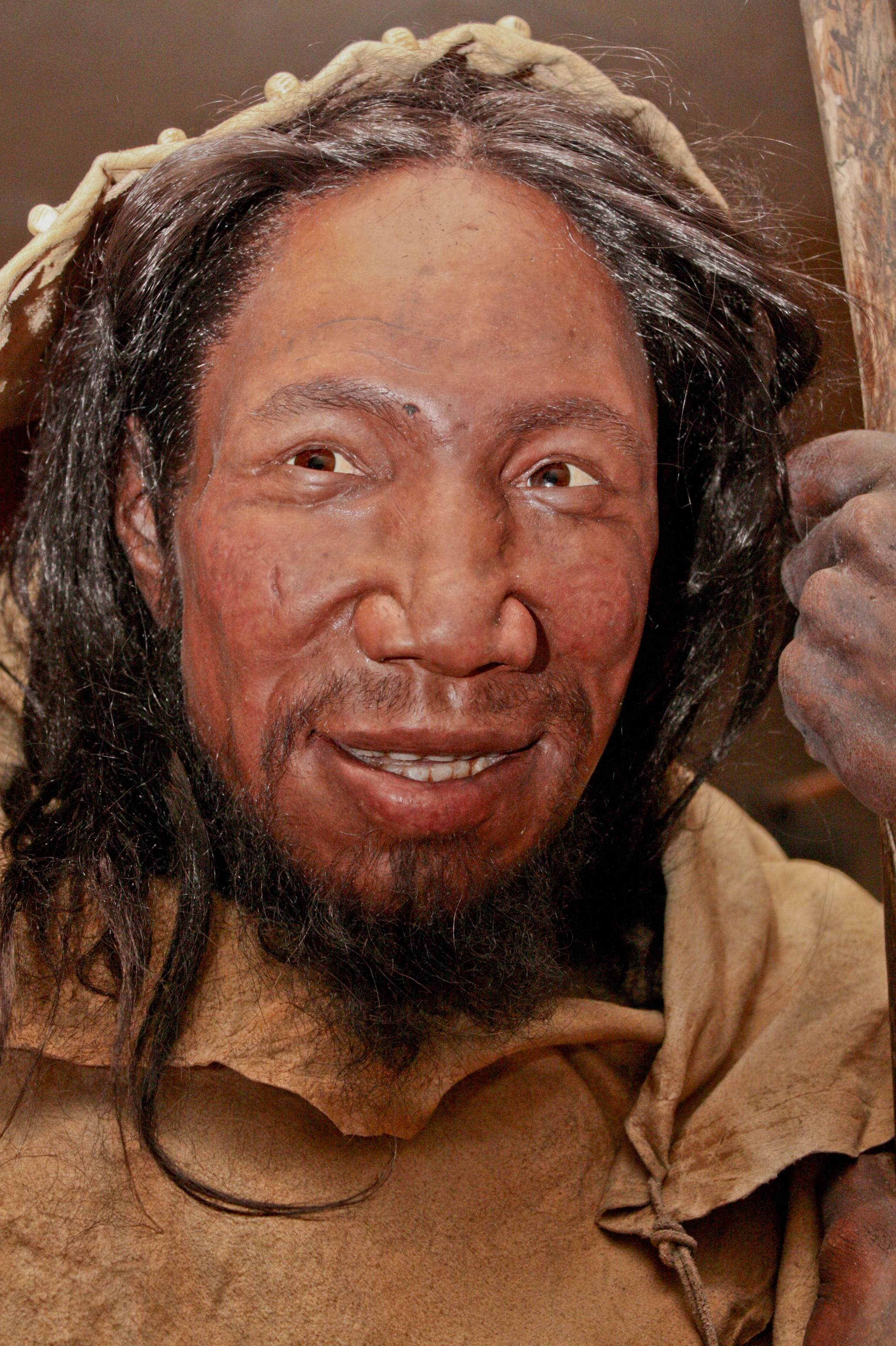
Реконструкция раннего Homo sapiens на основе находок из пещеры Пештера-ку-Оасе

Подросток Пештера-ку-Оасе 2 очень похож на Дар-эс-Солтан II H5 из Марокко. Генетики секвенировали геном Oase 2 из каменистой части височной кости с высокой степенью охвата (~20x). 6,06 % генома Oase 2 имеет неандертальское происхождение (95%-й доверительный интервал от 5,54 % до 6,58 %), что ниже, чем у Oase 1, однако, это всё ещё намного выше, чем ожидалось, исходя из его возраста (~37,8 тыс. л. н.) и того, что видно в других верхнепалеолитических геномах. Oase 2 относится к тому же базальному субкладу митохондриальной гаплогруппы N, что и Oase 1 (оба индивидуума несут предковые аллели в позициях 8701 и 9540, где все современные линии внутри макрогаплогруппы N несут производный аллель). При сравнении f3 статистики со всеми зарегистрированными образцами ДНК, Oase 2 и Oase 1 оказываются наиболее генетически близки друг к другу. Они, по-видимому, относятся к родственным, но не идентичным группам населения. Oase 1 показывает сходство с европейцами ледникового периода, которого нет у Oase 2, в то же время повышенное сходство с азиатскими популяциями несколько более выражено в Oase 2, чем в Oase 1. Oase 1 показывает генетическое родство с образцом Peştera Muierii 2 (митохондриальная гаплогруппа U6) из пещеры Пештера-Муйерилор, которое не обнаружено у Oase 2. После Oase 1 следующей ближайшей генетической близостью к Oase 2 среди древних образцов ДНК является человек из Тяньюаня (Y-хромосомная гаплогруппа K2b и митохондриальная гаплогруппа R). Ни Oase 2, ни Oase 1 не близки любому современному человеческому населению.
Значение изотопа углерода δ13C у Oase-1 = –19,0 ‰, изотопа азота δ15N = +13,3 ‰.